# Буянтуев, Сыретор
Сырето́р Буянту́ев (Цыретор Буянтуев) — бурятский буддийский религиозный деятель (шойжонши лама); являлся крупнейшим духовным практиком своего времени и последним оракулом Бурятии.
Родился во второй половине XIX века в улусе Ехэ-Цаган Селенгинской степной думы. Получил образование в Нейчунском дацане Тибета, занимал пост настоятеля Тамчинского дацана. До 1924 года жил и практиковал в Кыренском дацане «Тушитэ» (построен в 1817 году, разрушен в годы борьбы с религией и заново построен в 1990 году). При его участии было установлено культовое религиозное сооружение «Жалсан» в сакральном месте Бурхан-Баабай в окрестностях улуса Хойто-Гол Тункинского района.
Будучи потомственным забайкальским казаком принимал участие в подавлении «Боксёрского восстания» в Китае (1900) и Русско-японской войне (1904—1905).
В 1924 году в период богоборчества в СССР был репрессирован.